# Victor Ciobanu
Victor Ciobanu (ur. 7 października 1992 roku) – mołdawski zapaśnik walczący w stylu klasycznym. Dwukrotny olimpijczyk. Zajął piąte miejsce w Tokio 2020 w kategorii 60 kg i piętnaste w Paryżu 2024 w tej samej wadze.
Mistrz świata w 2021; drugi w 2018. Złoty medalista mistrzostw Europy w 2019 i srebrny w 2014, 2023 i 2024; brązowy w 2025. Dziewiąty w indywidualnym Pucharze Świata w 2020. Trzeci na igrzyskach europejskich w 2019; piąty w 2015. Wicemistrz Uniwersjady w 2013, jako zawodnik Academy of Economic Studies of Moldova w Kiszyniowie. Brązowy medalista akademickich MŚ w 2016. Wicemistrz świata juniorów i trzeci na ME juniorów w 2012. Mistrz Europy U-23 w 2015 roku.